# Esperanza (Dominikanische Republik)
Esperanza ist eine Gemeinde in der Dominikanischen Republik. Sie ist eine von drei Gemeinden der Provinz Valverde und hat 49.714 Einwohner (Zensus 2010) in der städtischen Siedlung. In der gesamten Gemeinde Esperanza leben 66.977 Einwohner.

## Geschichte
Auf dem heutigen Gebiet der Gemeinde gründete Christoph Kolumbus auf seiner zweiten Reise in die Neue Welt (1494) die Festung Esperanza. Im folgenden Jahr gründete der Adelantado Bartolomé Colón am Fuße der Festung ein Dorf mit dem gleichen Namen.

## Klima
Im Gegensatz zur feuchten Nordküste der Dominikanischen Republik liegt Esperanza in einem geschützten Tal und hat, wie der südliche Küstenstreifen von Hispaniola, ein heißes, halbtrockenes Klima.

## Wirtschaft
Die Hauptwirtschaftsaktivität der Provinz ist die Landwirtschaft. Auf ihren Ländereien wird eine Vielzahl von Feldfrüchten angebaut, wie z. B. Reis, Bananen, Kochbananen,  Kaffee und Kakao neben weiteren kleineren Früchten.